# Peroguarda
Peroguarda é uma localidade portuguesa do Município de Ferreira do Alentejo que foi sede da extinta Freguesia de Peroguarda, freguesia que tinha 36,37 km² de área e 364 habitantes (2011), e, por isso, uma densidade populacional de 10 hab./km².
A Freguesia de Peroguarda foi extinta em 2013, no âmbito de uma reforma administrativa nacional, para, em conjunto com Alfundão, formar uma nova freguesia denominada União das Freguesias de Alfundão e Peroguarda com a sede em Alfundão.
O etnomusicólogo Michel Giacometti encontra-se aqui sepultado.
É a freguesia mais alta de Ferreira do Alentejo, com altitudes acima dos 100 metros.

## População
| População da freguesia de Peroguarda (1864 – 2011) | População da freguesia de Peroguarda (1864 – 2011) | População da freguesia de Peroguarda (1864 – 2011) | População da freguesia de Peroguarda (1864 – 2011) | População da freguesia de Peroguarda (1864 – 2011) | População da freguesia de Peroguarda (1864 – 2011) | População da freguesia de Peroguarda (1864 – 2011) | População da freguesia de Peroguarda (1864 – 2011) | População da freguesia de Peroguarda (1864 – 2011) | População da freguesia de Peroguarda (1864 – 2011) | População da freguesia de Peroguarda (1864 – 2011) | População da freguesia de Peroguarda (1864 – 2011) | População da freguesia de Peroguarda (1864 – 2011) | População da freguesia de Peroguarda (1864 – 2011) | População da freguesia de Peroguarda (1864 – 2011) |
| -------------------------------------------------- | -------------------------------------------------- | -------------------------------------------------- | -------------------------------------------------- | -------------------------------------------------- | -------------------------------------------------- | -------------------------------------------------- | -------------------------------------------------- | -------------------------------------------------- | -------------------------------------------------- | -------------------------------------------------- | -------------------------------------------------- | -------------------------------------------------- | -------------------------------------------------- | -------------------------------------------------- |
| 1864                                               | 1878                                               | 1890                                               | 1900                                               | 1911                                               | 1920                                               | 1930                                               | 1940                                               | 1950                                               | 1960                                               | 1970                                               | 1981                                               | 1991                                               | 2001                                               | 2011                                               |
| 548                                                | 612                                                | 585                                                | 617                                                | 650                                                | 808                                                | 764                                                | 857                                                | 975                                                | 911                                                | 609                                                | 587                                                | 483                                                | 400                                                | 364                                                |

## História
Povoação muito antiga, fez parte do concelho de Beja até ao século XIX, quando passou para o concelho (atual município) de Ferreira do Alentejo.

## Cultura
No último fim de semana de Julho, organiza-se na Peroguarda a Festa de Santa Margarida.

## Património
- Fonte das Bicas